# Rhododendron subansiriense
Rhododendron subansiriense är en ljungväxtart som beskrevs av Chamberlain och Cox. Rhododendron subansiriense ingår i släktet rododendron, och familjen ljungväxter. Inga underarter finns listade i Catalogue of Life.